# Ezüst Szalag díj
Az Ezüst Szalag díj egy olasz filmes díj (Premio Nastro d’argento), amelyet 1946 óta a Sindacato Nazionale Giornalisti Cinematografici Italiani (SNGCI) (Olasz Filmes Újságírók Szakszervezete) ítél oda. Taormina ókori görög színházában adják át. Ez az egyik legrégebbi filmes díj.

## Története
A filmes újságírók szakszervezete abban az évben, 1946-ban alakult, mint az Ezüst Szalag. Újságírók, filmkritikusok, akik később rendezők lettek (Steno, Mario Soldati, az első elnök), és szerzők (Michelangelo Antonioni, Antonio Pietrangeli) alapították abból az indíttatásból, hogy „támogassák az olasz filmipar folyamatos fejlesztését művészeti, technikai és gyártási szempontból, tiszteletben tartva a felvásárlók igényeit”.
Első ízben 1946-ban Rómában, a Hotel de Russie szállodában adták át. Később főként Róma és a szicíliai Taormina voltak a díjkiosztó ünnepség helyszínei, kivéve bizonyos különleges alkalmakat (Firenze, az 1966-os árvíz után, a szolidaritás jeleként), illetve a kezdetekben néhány alkalommal Sorrentóban.
A korai években a díjakat az év folyamán bemutatott azon filmek kapták, amelyeknek a filmipar megítélése szerint előre tudható sikere a szezon végére abban a naptári évben, míg később, a Cannes-i fesztivál után bemutatják és bejelentik az öt döntőst, amelyeknek esélyük van a díjra. Néhány esetben a díjkiosztó helyszíne a Római Francia Akadémia, a Villa Mediciben, a MAXXI Múzeumban van. A nyerteseket az öt döntős film közül a szakszervezeti tagok titkos szavazása alapján választják ki, majd az eredményeket a filmes újságírók, a nyomtatott sajtó, a televízió, a rádió és immár az internet útján is közlik.
Díjazzák az év legjobb rendezőjét, a legjobb filmet, a legjobb újonc színésznőt, színészt, a legjobb szakembereket és a legjobb színészt. Az Ezüst Szalagot a David di Donatello-díjjal együtt, az Olasz Nemzeti Filmakadémia támogatja.
Az Ezüst Szalag díjakkal együtt adják ki a Guglielmo Biraghi-díjat is az év legjobb kezdő fiatal színészeinek, 2001 óta. Az Ezüst Szalagot Taorminában a Manfredi-díjjal egyszerre adják ki.

## Kategóriák

### Jelenlegi kategóriák
- A legjobb film (2017 óta)
- A legjobb rendező (2017 óta)
- A legjobb vígjáték (2009 óta)
- A legjobb elsőfilmes rendező (1972 óta)
- A legjobb producer
- A legjobb eredeti történet
- A legjobb forgatókönyv (1948 óta)
- A legjobb főszereplő
- A legjobb női főszereplő
- A legjobb férfi főszereplő
- A legjobb női mellékszereplő
- A legjobb férfi mellékszereplő
- A legjobb fényképezés
- A legjobb látványtervező
- A legjobb jelmez (1953 óta)
- A legjobb filmzene (1947 óta)
- A legjobb eredeti dal (1999 óta)
- A legjobb vágás
- A legjobb élő hang (2002 óta)
- A legjobb szereposztás (2014 óta)
- A legjobb dokumentumfilm
- A legjobb dokumentumfilm mozi
- A legjobb rövidfilm
- Ezüst Szalag életműdíj
- Ezüst Szalag különdíj
- Európai Ezüst Szalag
- Különdíj
- Guglielmo Biraghi-díj, a legjobb fiatal olasz filmtehetségnek (2001 óta)

### Múltbéli kategóriák
- A legjobb film rendezője (2016-ig)
- A legjobb idegen nyelvű film rendezője (2006-ig)
- A legjobb európai film (2007-től 2012-ig)
- A legjobb európán kívüli film (2007–2012)
- A legjobb 3D-ben készült film (2010)

## Fordítás
- Ez a szócikk részben vagy egészben  a   Nastro d'argento című olasz Wikipédia-szócikk ezen változatának fordításán alapul.  Az eredeti cikk szerkesztőit annak laptörténete sorolja fel. Ez a jelzés csupán a megfogalmazás eredetét és a szerzői jogokat jelzi, nem szolgál a cikkben szereplő információk forrásmegjelöléseként.